# Заокеанський тур (Океан Ельзи)
Заокеанський тур — міжнародний тур гурту «Океан Ельзи», який відбувся весною 2006 року. Розпочався з виступу у чиказькому «Copernicus Centre», де зібралось понад 2000 глядачів. За ним відбувся концерт у Торонто, у 3-тисячному «Hershey Centre». Завершальним, третім концертом туру став виступ у нью-йоркському «Роксі Клабі».

## Дати туру
| 1 | 6 квітня 2006 | Чикаго   | США    | «Copernicus Centre» |
| 2 | 7 квітня 2006 | Торонто  | Канада | «Hershey Centre»    |
| 3 | 9 квітня 2006 | Нью-Йорк | США    | «Roxy Club»         |